# Hans-Hermann Bartens
Hans-Hermann Bartens (* 5. Februar 1945 in Adelebsen) ist ein Finnougrist aus Deutschland.

## Leben
Hans-Hermann Bartens studierte in Göttingen und Groningen. Er promovierte 1978 in Finnougristik an der Georg-August-Universität Göttingen. Seit 1978 lehrt und forscht er am Finnisch-Ugrischen Seminar derselben Universität, bis 1980 als Wissenschaftlicher Angestellter und danach als Akademischer Rat.

## Schaffen
Bartens ist ein wichtiger Vertreter der samischen Studien in Deutschland. Produktive Forschungsgebiete von ihm sind samische Sprachwissenschaft und Folklore.

## Schriften (Auswahl)
- Die Verwendung von Potential und Konditional im Lappischen (Helsinki: 1980)
- Lehrbuch der saamischen (lappischen) Sprache (Hamburg: 1989)
- Die finnisch-ugrischen Minoritätsvölker in Europa (Hamburg: [1998] 2000)
- (Herausgeber und Übersetzer) Märchen aus Lappland (Kreuzlingen–München: 2003)
- Wotische Folklore (Wiesbaden: 2012)
- (Herausgeber und Übersetzer) Sagen aus Lappland (Berlin: 2018)